# كارينا فينتر
كارينا فينتر (بالألمانية: Karina Winter)‏ هي نبالة ألمانية، ولدت في 14 يناير 1986.

## روابط خارجية
- كارينا فينتر على موقع اللجنة الأولمبية الألمانية (الألمانية)